# Christopher Froome
Christopher Froome, aussi appelé Chris Froome, né le 20 mai 1985 à Nairobi (Kenya), est un coureur cycliste britannique né kényan. Il est membre de l'équipe Israel-Premier Tech.
Dans les années 2010, il remporte quatre fois le Tour de France (2013, 2015, 2016 et 2017), deux fois le Tour d'Espagne (2011 et 2017), ainsi que le Tour d'Italie 2018 et obtient deux fois la médaille de bronze en contre-la-montre aux Jeux olympiques (en 2012 et 2016).
Après avoir porté les couleurs du Kenya, il court depuis 2008 sous une licence britannique, grâce à son passeport et au pays d'origine de son père et de son grand-père et il réside à Monaco depuis la saison 2011.
Après une première participation en 2008 avec l'équipe Barloword, il prend part au Tour de France 2012 sous les couleurs de Sky dans le but d'aider son leader Bradley Wiggins à remporter ce Tour et termine deuxième derrière lui. La même année, il est médaillé de bronze en contre-la-montre aux Jeux olympiques. L'année suivante, il remporte la centième édition du Tour de France. Après une saison difficile en 2014, il est vainqueur d'un second Tour de France en 2015 et réitère son succès l'année suivante. En 2017, après un début de saison sans résultat, il remporte son quatrième Tour de France puis réalise le doublé en remportant le Tour d'Espagne, comme Jacques Anquetil en 1963 et Bernard Hinault en 1978.
Il fait l'objet d'un contrôle antidopage au résultat « anormal » durant cette dernière compétition. Quelques mois plus tard, malgré l'enquête le concernant, il est autorisé à participer au Tour d'Italie et le remporte. Il rejoint ainsi Eddy Merckx et Bernard Hinault, les seuls cyclistes jusqu'à présent à avoir remporté les trois grands tours consécutivement. Quelques jours avant le départ du Tour de France 2018, il est blanchi dans le cadre de l'enquête concernant un possible dopage et peut donc prendre le départ de la course, à l’issue de laquelle il finit troisième.
Après une chute grave sur le Dauphiné, en juin 2019, Chris Froome revient à la compétition, sans retrouver les résultats d'avant son accident.

## Biographie

### Jusqu'en 2008: carrière en Afrique
Christopher Froome naît le 20 mai 1985 à Nairobi d'une mère née au Kenya de parents britanniques (originaires de Tetbury). À quinze ans, il quitte le Kenya avec son père pour s'installer à Johannesbourg, en Afrique du Sud. Il rejoint le St John's College (en), où il côtoie Scott Spedding, futur international Français de rugby à XV, puis est étudiant en économie pendant deux ans à l'université de Johannesbourg.
Après avoir débuté par du vélo tout terrain, il s'oriente vers la course sur route en se spécialisant comme grimpeur. Il court pour l'équipe du Centre mondial du cyclisme, fondé par l'UCI pour aider les coureurs des pays sous-équipés, et représente son pays natal lors des différentes compétitions auxquelles il participe. Il remporte sa première course à étapes à l'occasion du Tour de Maurice en 2006. Sous le maillot kényan, il participe aux Jeux du Commonwealth et aux championnats du monde espoirs qui ont lieu en Autriche, aussi bien à la course en ligne qu'à l'épreuve contre-la-montre. Il s'inscrit à ces championnats contre l'avis de la fédération kényane, en piratant la messagerie web du président de la fédération. Ses premières images publiques en compétition interviennent lors du contre-la-montre, lors duquel il percute un policier dès le premier virage.
Il devient professionnel en 2007 en rejoignant l'équipe sud-africaine Konica Minolta. Le directeur sportif John Robertson raconte que Christopher Froome, qu'il ne jugeait pas assez bon, doit son intégration au refus du coureur David George de rejoindre l'équipe, et estime que sans cette promotion, Froome « aurait arrêté. Car même quand je l’ai recruté, tout le monde m’a demandé ce que j’allais faire de ce coureur qui n’avait aucun résultat et qui ne ressemblait à rien sur un vélo ». Il termine premier de la cinquième étape du Giro delle Regione espoirs en devançant au sprint Cyril Gautier. Il enchaîne avec une victoire au Tour du Japon où il termine sixième du classement général final et une seconde place aux championnats du monde du contre-la-montre "B" où sont représentées les « petites nations ». Après une bonne saison, il est recruté par l'équipe continentale professionnelle Barloworld en septembre 2007 suivant les conseils de Robert Hunter.

### 2008-2009: découverte du haut niveau avec Barloworld

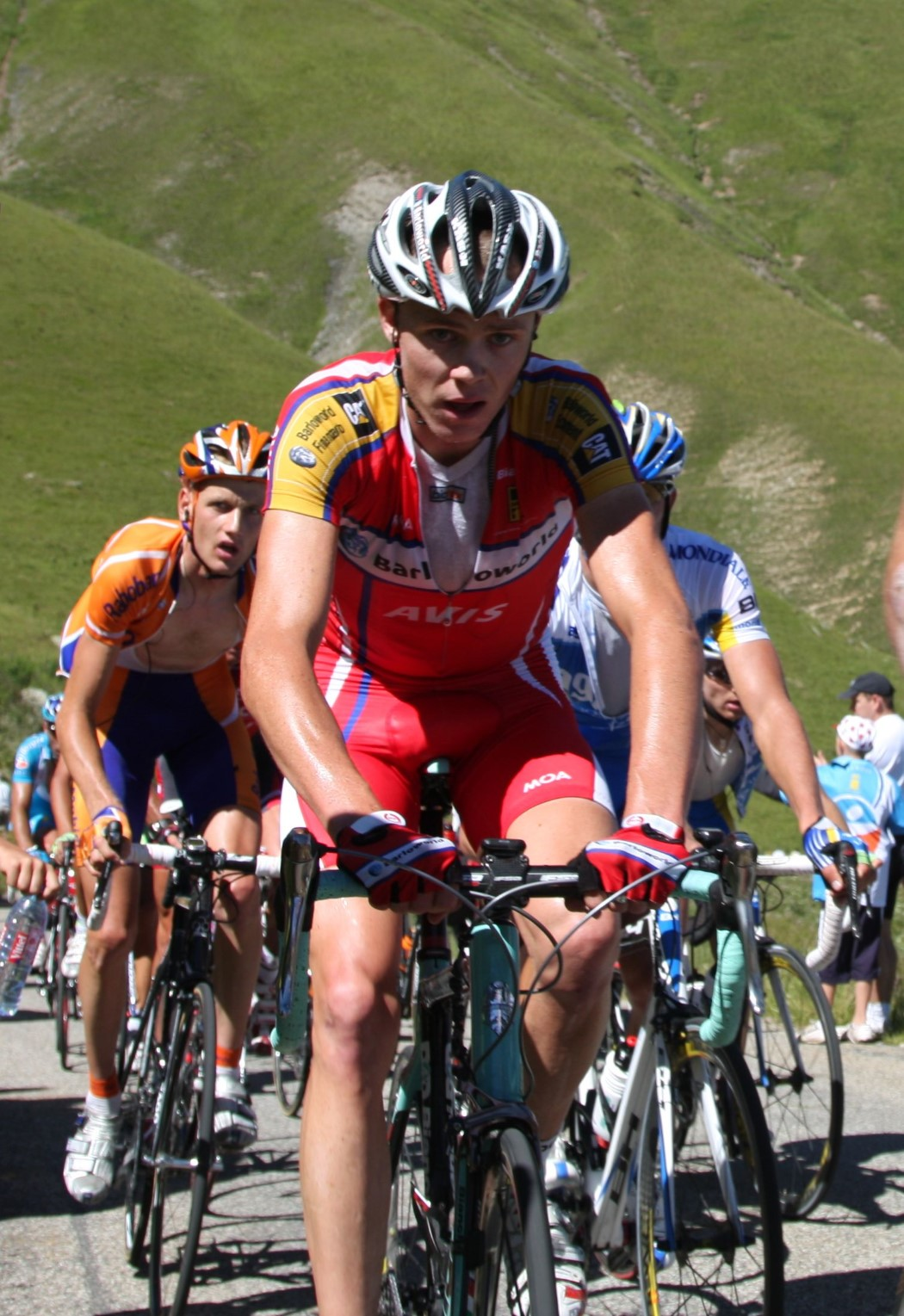
Chris Froome, dans l'ascension du Col d'Aspin, lors de son premier Tour de France.

L'équipe présente des ambitions et Froome, qui a terminé deuxième du Tour du Cap et sixième du Tour du district de Santarém, participe aux trois grandes classiques ardennaises du calendrier Pro Tour, à savoir Liège-Bastogne-Liège, l'Amstel Gold Race et la Flèche wallonne, avec une licence kényane. Il opte cependant en mai pour la nationalité britannique et court ainsi pour la première fois lors de la Bicyclette basque sous sa nouvelle licence. Il est plus tard dans la saison sélectionné pour participer à sa première course majeure, le Tour de France 2008, la plus prestigieuse course cycliste du monde. Sa plus belle distinction lors de la course est sa quatorzième place lors de la 20e étape, où se disputait un contre-la-montre de plus de cinquante kilomètres qui reliait Cérilly à Saint Amand Montrond. Son retard final n'est que de deux minutes et demie sur le double champion du monde en titre de la discipline, Fabian Cancellara. Il parvient également à rallier l'arrivée à Paris en 81e position finale au classement général. Une semaine plus tard, il obtient une troisième place au Tour des Apennins alors qu'il avait roulé au service de son leader Christian Pfannberger, qui, lui, termine cinquième. Il achève sa saison lors de l'Herald Sun Tour, sur lequel il prend la quatrième place. Cette année-là est aussi marquée par le décès de sa mère.
En plus de qualités de rouleur, Froome démontre en 2009, toujours sous les couleurs de Barloworld, des qualités de grimpeur. Il termine ainsi troisième au sommet du Mont-Faron lors du Tour méditerranéen avant de gagner le deuxième challenge du Tour du Cap à Durbanville. Il achève Liège-Bastogne-Liège et la Flèche wallonne dans les cinquante premiers, avant de prendre part au Tour d'Italie. Il est auteur d'une bonne course, empochant une sixième place après une échappée lors de la 14e étape menant à Bologne et en prenant la 31e place au classement général. Ensuite, son meilleur résultat dans la fin de la saison est sa quatrième place au championnat de Grande-Bretagne sur route, remporté par Kristian House.

### 2010-2020: Sky/Ineos
Après la disparition de Barloworld, Froome est parmi les coureurs engagés par la toute nouvelle structure britannique Sky à partir de 2010. Il y effectue un bon début de saison avec une neuvième place sur le Tour du Haut-Var et une seizième place lors du Grand Prix de Lugano. Il est cependant disqualifié lors de la 19e étape du Tour d'Italie pour s'être agrippé à une moto jusqu'à l'arrivée, arguant en guise de défense qu'il avait contracté une tendinite. Ses autres résultats durant la saison sont des places parmi les dix premiers lors d'étapes sur le Tour d'Autriche et au Brixia Tour.
Il obtient une deuxième place lors du championnat de Grande-Bretagne du contre-la-montre derrière son coéquipier Bradley Wiggins avant de parachever sa saison d'une cinquième place aux Jeux du Commonwealth sur l'épreuve chronométrée.

#### 2011: révélation et victoirea posteriorisur la Vuelta

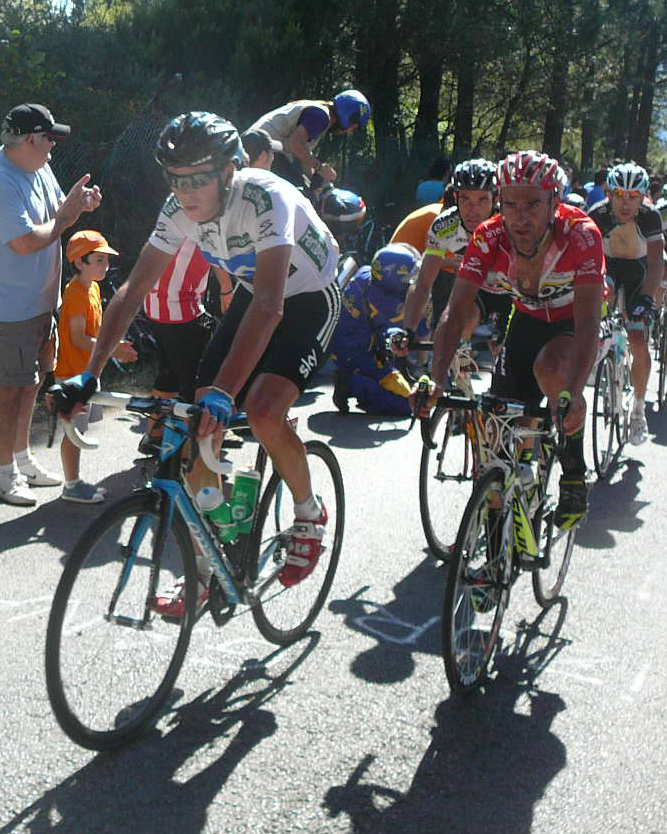
Froome luttant pour la victoire avec Juan José Cobo lors du Tour d'Espagne 2011.

Chris Froome obtient comme les années précédentes de bons résultats lors de ses premières courses. Il parvient à terminer dans les quinze premiers du Tour de Castille-et-León et du Tour de Romandie avant d'alterner le bon et le moins bon lors du Tour de Suisse, où il parvient à finir avec les meilleurs lors d'étapes de montagne et de contre-la-montre mais perd du temps lors d'étapes clés comme celles de Malbun ou Huttwil.
Il est ensuite sélectionné en août pour être le principal coéquipier en montagne de Bradley Wiggins, candidat pour le podium sur le Tour d'Espagne, après son abandon sur chute sur le Tour de France. Après être resté aux côtés de Wiggins lors de la première semaine, il gagne en notoriété lors de la 9e étape, après avoir aidé son leader lors de l'attaque de Dan Martin et pris la cinquième place de l'étape à seulement trois secondes de Wiggins. Cependant le lendemain, il surclasse Wiggins lors du contre-la-montre où il termine deuxième derrière Tony Martin et se retrouve en tête du classement général de manière inattendue. Lors de l'étape suivante, il ne parvient pas à rester dans le groupe des meilleurs après avoir neutralisé des attaques pour son leader mais il maintient la seconde place du classement général, le maillot de leader étant désormais la propriété de Bradley Wiggins. Après la 14e étape, ce dernier dédia sa première place du général à Froome, qui a réussi à décramponner Joaquim Rodríguez et Vincenzo Nibali et les éliminer définitivement de la course à la victoire finale. Le jour suivant laissait place à l'étape reine de la course, avec une arrivée finale au sommet de l'Alto de l'Angliru. Cette étape vit la passation de pouvoir entre Wiggins et Froome, car ce dernier se révéla plus fort que Wiggins dans la montée. Il termine devant son leader à la quatrième place mais 48 secondes derrière Juan José Cobo et reste à la deuxième place du classement provisoire. L'étape de Peña Cabarga promettait une nouvelle arrivée au sommet et une nouvelle chance pour Froome de réduire son retard. Il passa à l'offensive lors de l'ultime kilomètre de l'ascension, lâcha Cobo, mais se fit reprendre dans les 100 derniers mètres avant de sprinter et remporter l'étape d'une seconde devant le coureur de Geox-TMC. Grâce aux bonifications, Froome réduit l'écart qui le séparait de Cobo à 13 secondes. Mais il est par la suite incapable de reprendre du temps et achève la course en deuxième position, égalant ainsi la deuxième place de Robert Millar sur le Tour d'Italie 1987, jusqu'ici meilleur classement d'un coureur britannique dans un grand tour. En juillet 2019, Cobo est déclassé du Tour d'Espagne 2011, dont Chris Froome devient officiellement le vainqueur. Il devient également rétrospectivement le premier britannique à gagner un Grand Tour, devançant Bradley Wiggins de 10 mois. 
Après le Tour d'Espagne, il fut révélé qu'il avait souffert pendant longtemps d'une infection par un parasite diagnostiquée en 2009 : la bilharziose, réduisant considérablement ses capacités physiques (un traitement a fait disparaître le parasite en 2013). Il précise dans un entretien qu'il ne guérit cependant pas de sa maladie, et qu'il doit effectuer des traitements tous les six mois. Alors que Sky lui avait proposé, avant le Tour d'Espagne, de prolonger avec un salaire, jugé dérisoire, de 100 000 livres par an, il signe le 16 septembre un nouveau contrat de trois ans avec l'équipe Sky, très nettement revalorisé, malgré les rumeurs d'un départ chez Saxo Bank,. Il fit partie de l'équipe victorieuse de la Grande-Bretagne lors du championnat du monde sur route à Copenhague qui vit Mark Cavendish s'imposer au sprint devant Matthew Goss. En octobre, il termine troisième de la première édition du Tour de Pékin.

#### 2012: le sacrifice sur le Tour de France, médaille de bronze aux Jeux olympiques

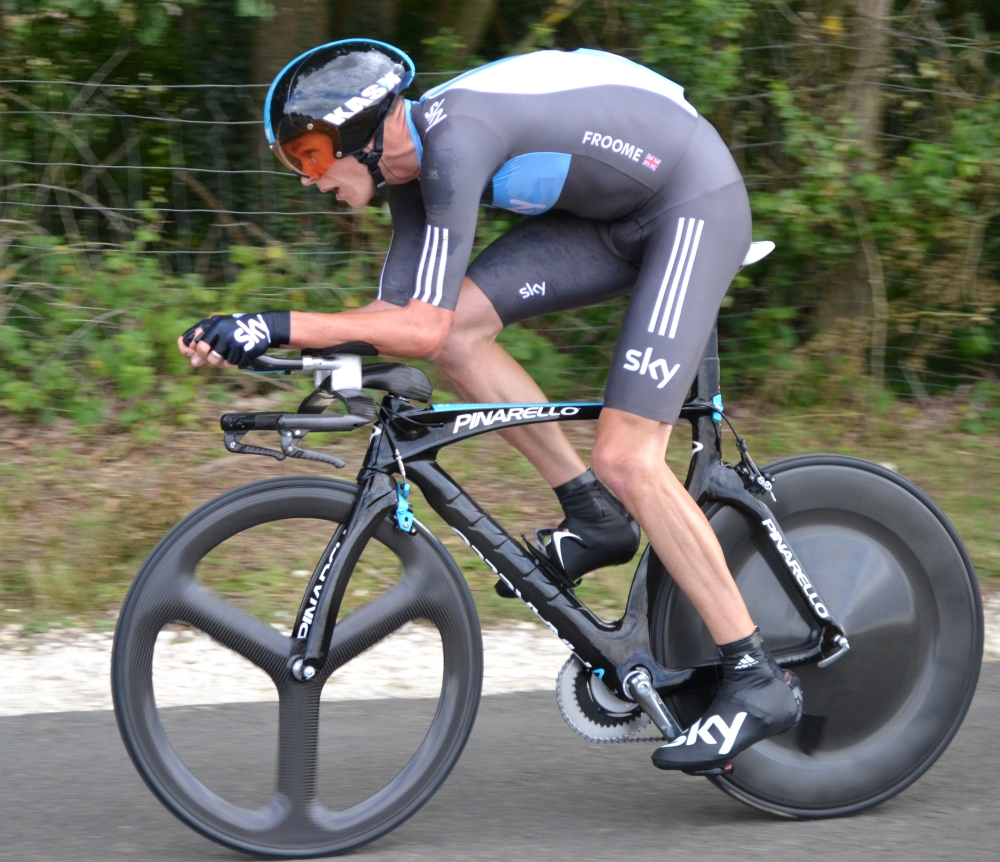
Froome lors de la 19e étape du Tour de France 2012.

Le début de saison de Froome est gâché par la maladie. Il abandonne lors de la 4e étape du Tour de l'Algarve à cause d'une infection sévère à la poitrine. Plus tard des tests de sang montrent que la bilharziose est revenue. Un mois plus tard, en mars, il percute un piéton de 72 ans lors d'une sortie d'entraînement. Il retourne cependant à la compétition sur le Critérium International et ensuite sur le Tour de Romandie que son coéquipier Bradley Wiggins remporte. En vue du Tour de France, il fait partie avec plusieurs de ses coéquipiers (dont Wiggins) d'un camp d'entraînement à Tenerife. Il démontre à la mi-juin une bonne condition en achevant le Critérium du Dauphiné à la quatrième place d'une course dominée par l'équipe Sky.

C'est donc logiquement qu'il est sélectionné pour participer au Tour de France, avec comme objectif de mener Wiggins vers la victoire, le tracé étant favorable à ce dernier. 

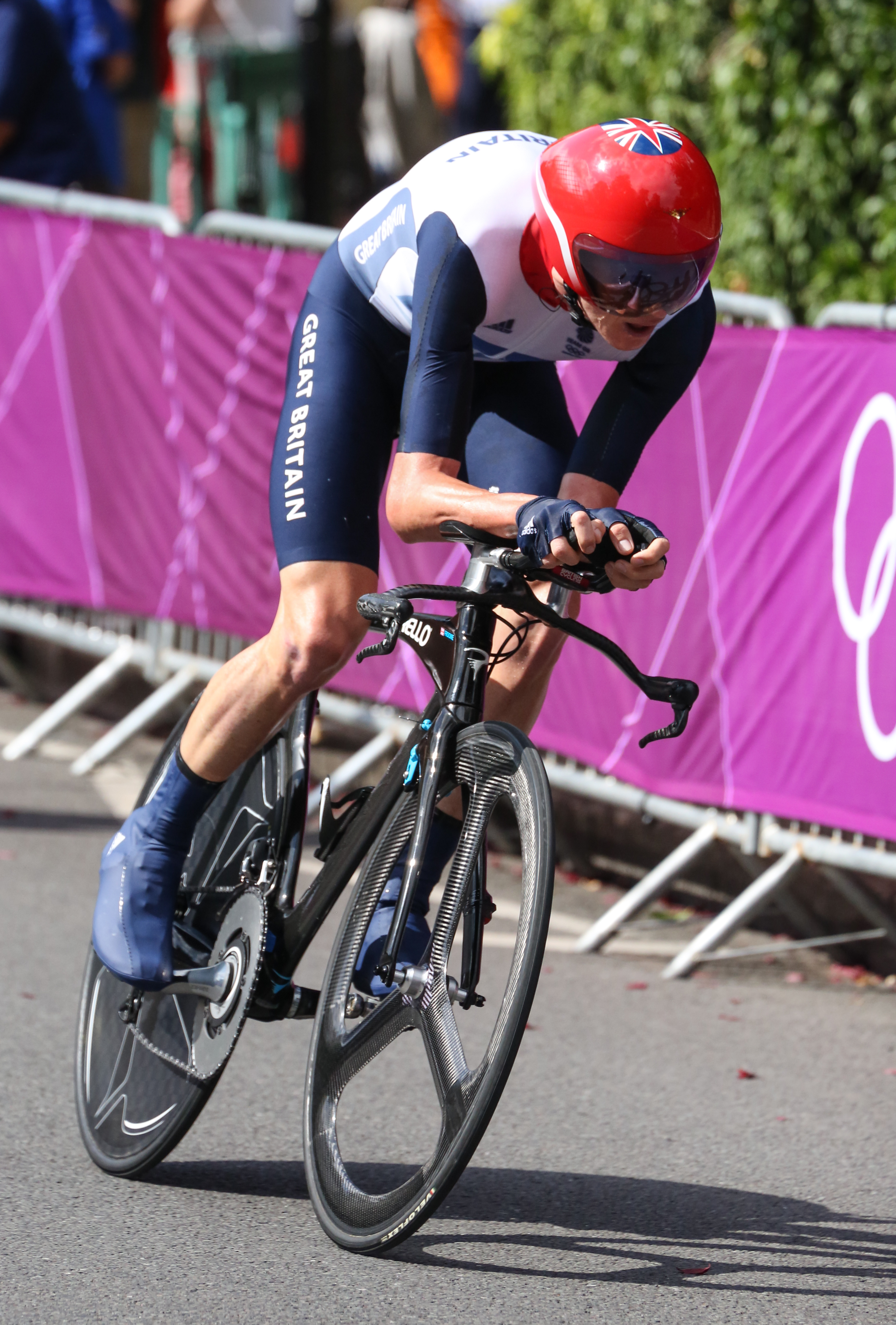
Chris Froome remporte la médaille de bronze du contre-la-montre des Jeux olympiques de Londres.

 Après une bonne performance lors du prologue d'ouverture, il est victime d'une crevaison à quelques kilomètres de l'arrivée de la 1re étape et il concède plus d'une minute au leader de la course, Fabian Cancellara. Dans les derniers hectomètres de la 3e étape, il est envoyé dans les barrières après une collision avec un coureur de la Vacansoleil-DCM mais comme l'incident survient dans les trois derniers kilomètres, il se voit attribuer le même temps que le deuxième de l'étape, son coéquipier Edvald Boasson Hagen. Lors de la 7e étape dont l'arrivée se situe au sommet de la Planche des Belles Filles, il roule et fait exploser le peloton dans l'ultime montée avec Richie Porte et Michael Rogers afin de protéger son leader. Finalement, c'est un petit groupe de favoris qui se disputent la victoire et Froome se montre le plus explosif. Il gagne avec une avance de deux secondes sur le tenant du titre Cadel Evans et son leader, Wiggins. Avec sa victoire, il se voit octroyer le maillot à pois de meilleur grimpeur qu'il doit cependant céder le lendemain à Fredrik Kessiakoff. À l'issue du contre-la-montre de Besançon de la neuvième étape, Froome se replace en troisième position du classement général après sa seconde place du jour derrière Wiggins. Deux jours plus tard, après un gros travail d'équipe, il passe à l'offensive à 4 kilomètres de l'arrivée à la Toussuire-les Sybelles mais est rapidement stoppé dans son effort par son directeur sportif Sean Yates, car Wiggins ne parvient pas à le suivre. Les deux coureurs expliquent à l'arrivée qu'« il était prévu que Froome attaque, mais seulement si Evans était toujours là, afin de placer Froome en deuxième position du classement général ». Or, Evans avait déjà lâché quelques kilomètres auparavant et Froome était donc assuré d'être dauphin de Wiggins à l'issue de la 11e étape. Une semaine plus tard, dans la dernière étape de montagne et dernière arrivée au sommet, Froome distance Wiggins à plusieurs reprises dans l'ascension vers Peyragudes, l'obligeant à se retourner et l'attendre afin de « rester groupés » comme il en était convenu durant le briefing d'avant étape. Après une nouvelle performance et preuve de loyauté exceptionnelles de Froome, Wiggins l'encense à l'issue de l'étape, et déclare qu'il « l'aidera à gagner le Tour un jour ». Deux jours plus tard, lors de la 19e étape, Froome termine deuxième du contre-la-montre derrière son coéquipier, le maillot jaune Bradley Wiggins.
Après le contre-la-montre des Jeux olympiques où il prend la troisième place derrière Bradley Wiggins et Tony Martin, il annonce vouloir participer au Tour d'Espagne où il affrontera l'Espagnol Alberto Contador notamment. Ce dernier, de retour à la compétition quelques semaines plus tôt après une suspension, le désigne favori de la course. Il est pour la première fois leader de son équipe sur un grand tour. Sky prend la cinquième place de la première étape, un contre-la-montre par équipes. Troisième de la première étape de montagne, Froome occupe ensuite pendant une semaine la deuxième place du classement général, derrière Joaquim Rodríguez. Il perd une place en se classant troisième de la onzième étape, un contre-la-montre. Aux deux-tiers de cette Vuelta, il perd du temps sur ses trois principaux rivaux au classement général, Rodríguez, Valverde et Contador, lors de trois étapes consécutives arrivant en altitude. Il sort du podium lors de l'étape des lacs de Covadonga et arrive à la deuxième journée de repos avec près de cinq minutes de retard sur le maillot rouge Rodríguez,. Durant la dernière semaine, Contador prend la première place du classement général, pour ne plus la quitter, en remportant la 17e étape. Froome perd à nouveau du temps. Il achève la Vuelta à la quatrième place du classement général, à 10 minutes et 16 secondes de Contador. « Légèrement déçu » par ce classement au regard de ses ambitions, il se dit tout de même satisfait de sa course et du travail accompli par son équipe.

#### 2013: vainqueur de la100eéditiondu Tour de France

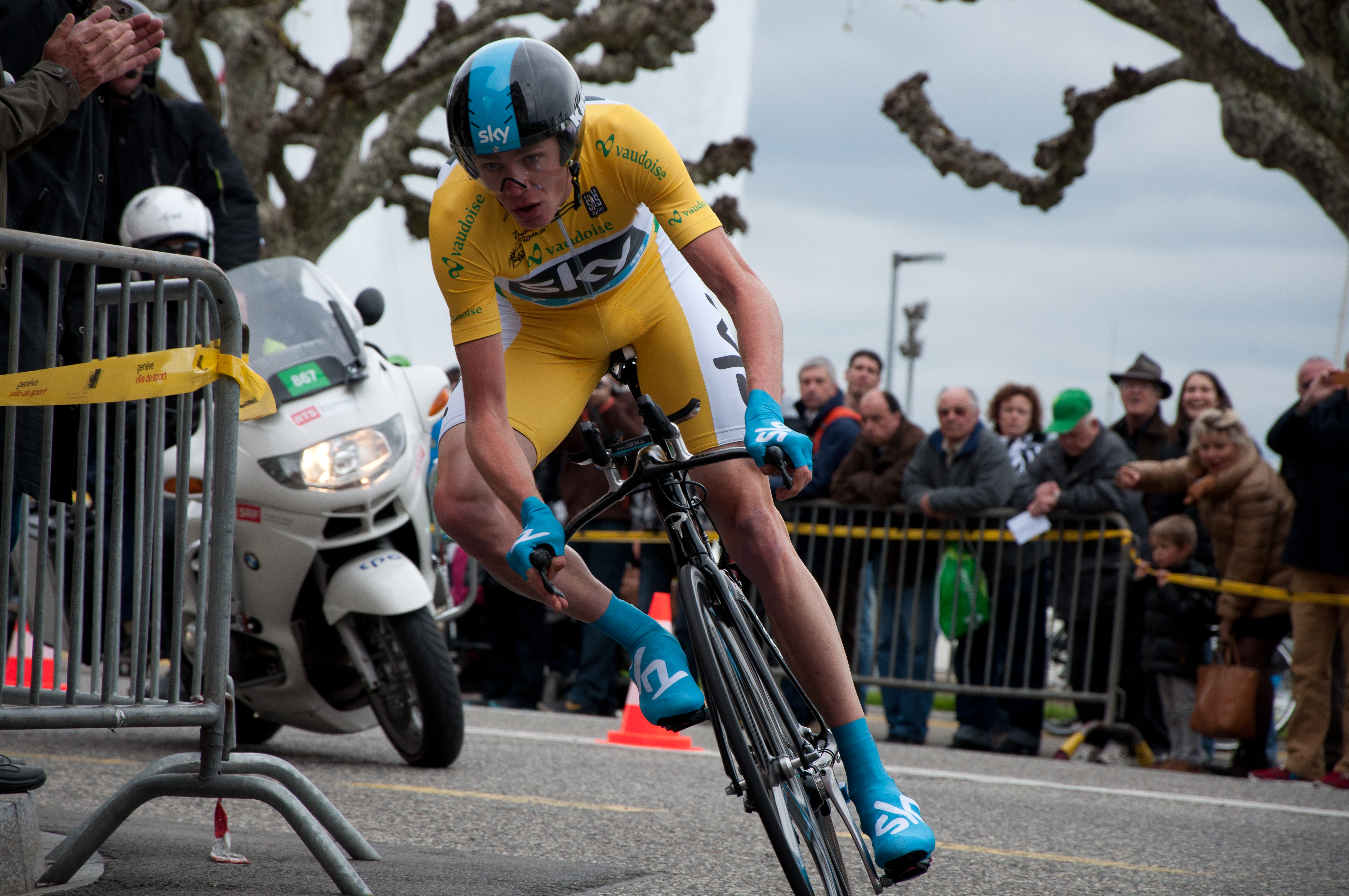
Christopher Froome lors du Tour de Romandie 2013.

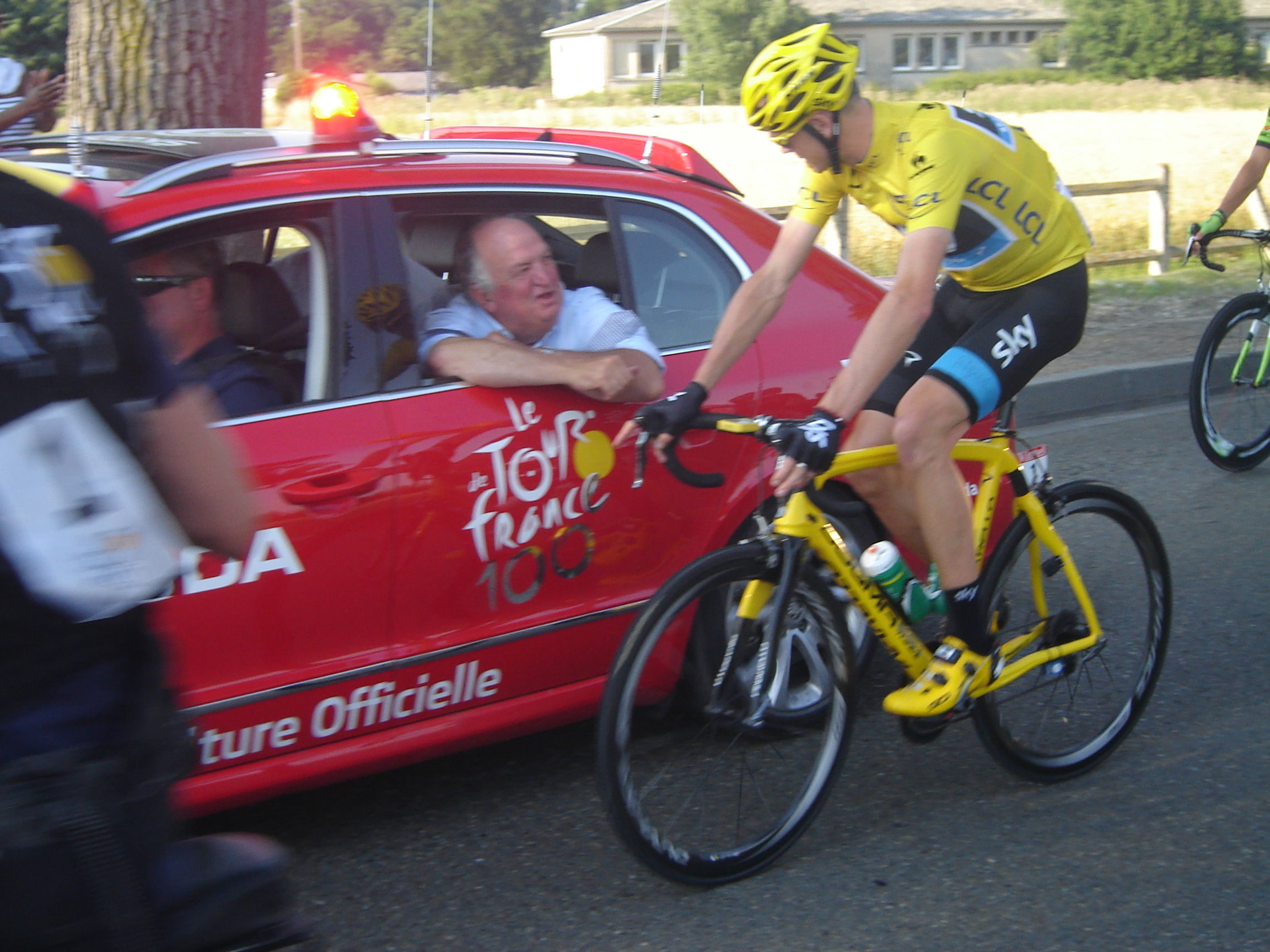
Christopher Froome lors de la dernière étape du Tour de France 2013.

En 2013, Christopher Froome annonce avoir comme objectif principal le Tour de France. Il commence sa saison lors du Tour d'Oman. Second de la quatrième étape derrière Joaquim Rodríguez, il s'empare alors du maillot de leader, qu'il garde jusqu'à la fin de l’épreuve. Il est vainqueur le lendemain de l'étape se terminant au ministère du logement. Sa première course World Tour est le Tirreno-Adriatico. Il remporte la quatrième étape en solitaire. Le lendemain, il prend la tête du classement général au jeune polonais Michał Kwiatkowski, mais perd le maillot de leader au cours de la sixième étape au profit de Vincenzo Nibali, vainqueur du jour et qui s'adjuge la première place du classement général pour la seconde année consécutive. Froome termine second. Fin mars, il gagne le Critérium international en attaquant son équipier et leader Richie Porte dans la dernière ascension de la dernière étape, menant au col de L'Ospedale. L'équipe Sky occupe ainsi les deux premières places du classement général final. Au mois d'avril, Froome est 36e de Liège-Bastogne-Liège. À la fin du mois, il remporte le prologue du Tour de Romandie et conserve le maillot de leader durant toute l'épreuve. Il succède alors à Cadel Evans et Bradley Wiggins qui avaient ensuite remporté le Tour de France.
Peu avant le Tour de France, il dispute sa dernière course préparatoire à l'occasion du Critérium du Dauphiné. Il termine d'abord troisième du contre-la-montre et prend la deuxième place au général derrière Rohan Dennis. Ensuite, lors de la cinquième étape, il gagne au sommet à Valmorel après avoir repondu à l'attaque d'Alberto Contador dans les derniers hectomètres. Les deux étapes suivantes bien que se déroulant en altitude ne changent pas la hiérarchie, Christopher Froome finalement vainqueur a aidé son coéquipier Richie Porte à conserver la deuxième place. Il est ainsi présenté comme le favori de la « Grande boucle » avec quatre succès sur cinq aux courses par étapes qu'il a disputées en 2013. Il s'impose à Ax 3 Domaines lors de la 8e étape devançant son coéquipier Richie Porte de 51 secondes et Alejandro Valverde de 1 minute 25, et endosse le maillot jaune. Après les Pyrénées, lors de la 11e étape, un contre-la-montre de 33 km, il termine à 12 secondes du champion du monde de la spécialité Tony Martin, creusant l'écart sur ses principaux concurrents. Il remporte ensuite l'étape du Mont Ventoux, ce qui n'était pas advenu à un maillot jaune depuis Eddy Merckx en 1970. Lors de cette étape qu'il domine de la tête et des épaules, il donne une telle impression de puissance en lâchant notamment Contador sans se lever de sa selle que sa performance suscite les controverses et renforce les suspicions de dopage à son égard, certains spécialistes comme Antoine Vayer n'ayant pas hésité à comparer son ascension à celles de Lance Armstrong, fraîchement déchu de ses sept tours de France. Deux jours plus tard, il finit premier du contre-la-montre entre Embrun et Chorges, avec neuf secondes d'avance sur Contador. Il conserve le maillot jaune à l'issue des étapes alpestres et gagne ce Tour avec plus de quatre minutes d'avance sur le Colombien Nairo Quintana.
Fin 2013, des tests de sang semblent montrer qu'il a été guéri de la bilharziose, dont il aura souffert 4 ans.

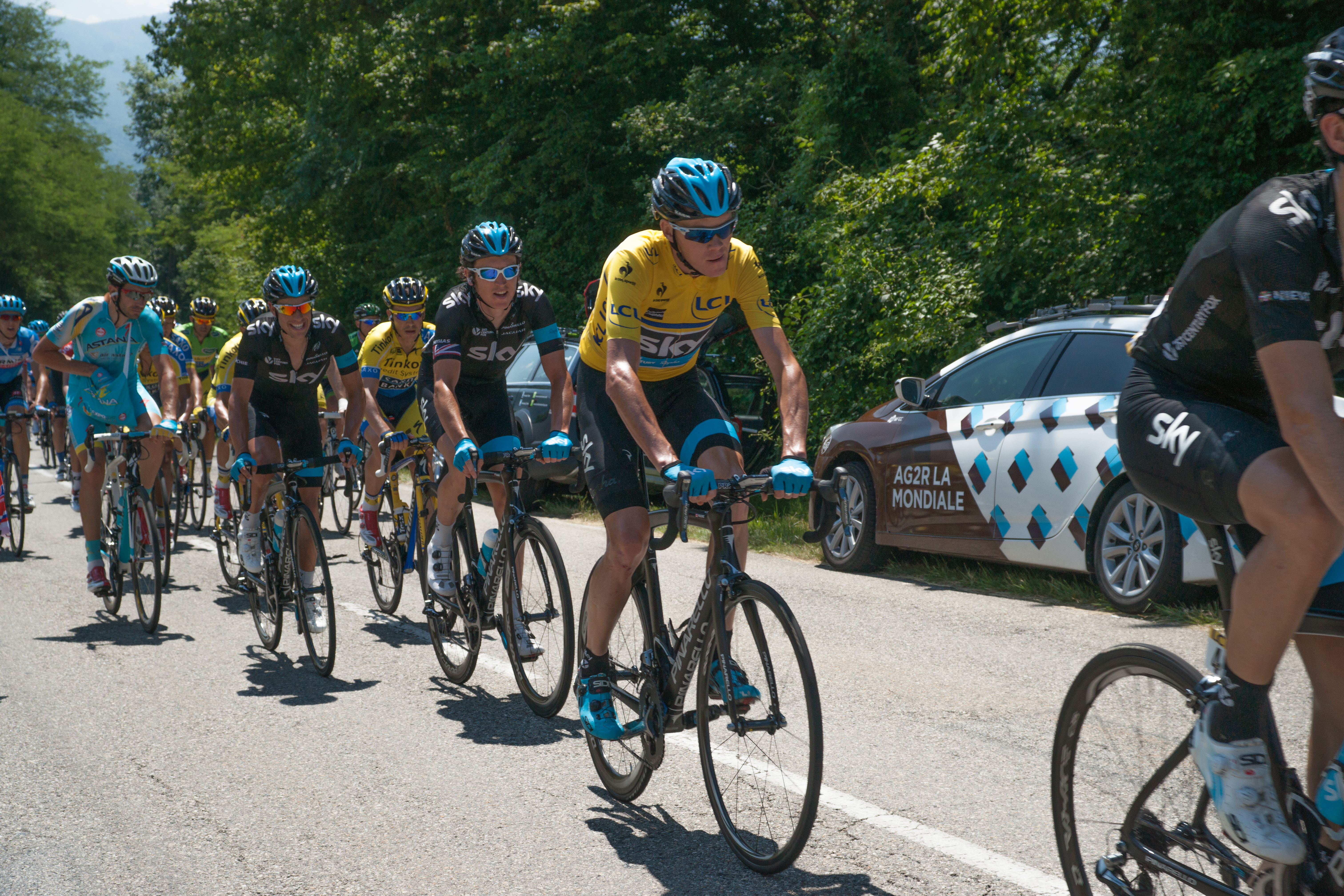
Chris Froome avec ses équipiers de l'équipe Sky lors de la 6e étape du Critérium du Dauphiné 2014.

#### 2014: une année en demi-teinte
En 2014, il reprend de nouveau la compétition avec le Tour d'Oman remportant l'étape reine arrivant au sommet de la Montagne Verte devant Tejay van Garderen et finalement le classement général. Quelques semaines plus tard, il est contraint de déclarer forfait pour le Tirreno-Adriatico en raison d'une blessure au dos. Il fait son retour au Tour de Catalogne dont il prend la sixième place au général. Après un nouveau forfait à Liège-Bastogne-Liège, il participe au Tour de Romandie sans grands repères dans lequel, il se retrouve une nouvelle fois en bonne position pour la victoire finale après sa deuxième place lors de la principale étape de montagne où il a attaqué en compagnie de Simon Špilak dans le dernier col.
Le 9 juillet 2014, Chistopher Froome abandonne le Tour de France 2014 lors de la cinquième étape, à la suite d'une troisième chute en trois jours de course. Il annonce ensuite sa participation au Tour d'Espagne, course qu'il préparera avec un entraînement spécifique aux États-Unis. Son équipe Sky prend la onzième place du contre-la-montre par équipes inaugural de cette course, performance qu'il juge lui-même décevante. Il cède donc 27 secondes sur Nairo Quintana et Alejandro Valverde, les leaders de l'équipe Movistar vainqueur de l'étape, et 8 secondes sur Contador, mais prend 11 secondes sur Joaquim Rodríguez. Il termine ensuite deuxième de la 6e étape, première arrivée en sommet, dans le même temps que Valverde, vainqueur de l'étape et nouveau leader du général. Trois jours plus tard, lors de l'arrivée à Aramón Valdelinares (es) dans la 9e étape, il ne parvient pas à suivre l'attaque de Contador dans le final puis celles de Quintana et Rodríguez, malgré un travail intense de son équipe durant toute l'étape. Il est relégué à la 5e place du général, à 28 secondes de Quintana et 25 de Contador. Grâce à une bonne troisième semaine, il parvient à remonter à la deuxième place du général derrière le vainqueur Contador.
Initialement présélectionné pour la course en ligne des championnats du monde 2014, il est finalement retenu pour cette épreuve, qu'il abandonne.

#### 2015: deuxième victoire au Tour de France

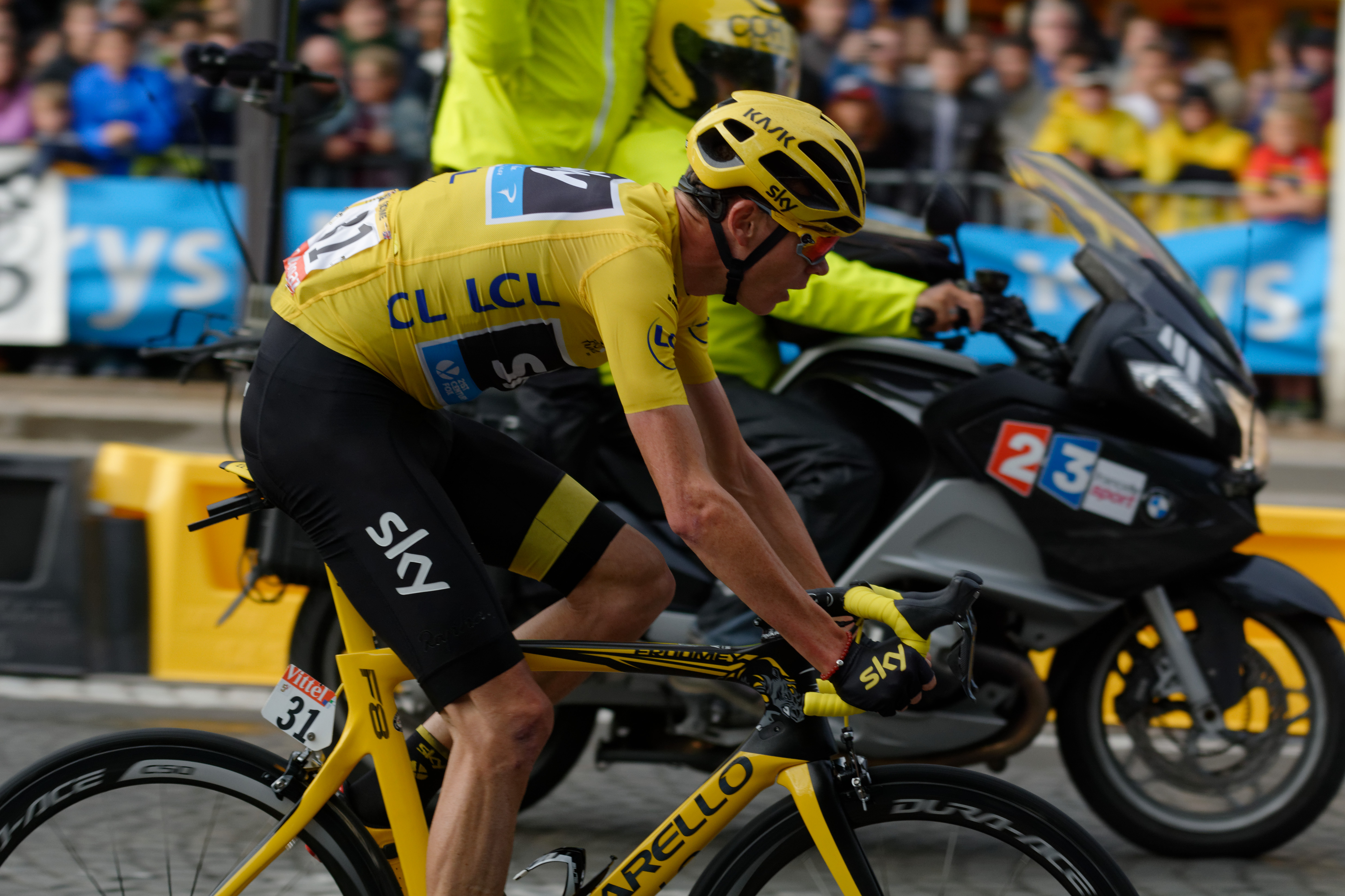
Chris Froome vêtu du maillot jaune à l'arrivée du Tour de France 2015.

Christopher Froome commence sa saison 2015 en février au Tour d'Andalousie. Battu lors de la troisième étape à l'Alto de Hazallanas par Alberto Contador, il s'impose devant ce dernier le lendemain à l'Alto de Allanadas, et s'impose au classement général avec deux secondes d'avance sur son rival. Pour la troisième année consécutive, il gagne la première course qu'il dispute de la saison. Après avoir déclaré forfait pour Tirreno-Adriatico car il était malade, il dispute le Tour de Catalogne, où il est vite distancé en montagne et termine 71e. De retour en compétition en avril à la Flèche wallonne afin d'y préparer l'étape du Tour de France arrivant au mur de Huy, il chute à dix kilomètres de l'arrivée et s'en relève sans blessure grave. Une semaine plus tard, il est au départ du Tour de Romandie, dont il est le double tenant du titre. Vainqueur avec ses coéquipiers du contre-la-montre par équipes inaugural, il termine troisième du classement général. Un mois plus tard, le Critérium du Dauphiné constitue sa dernière course de préparation en vue du Tour de France. Il gagne cette course pour la deuxième fois, en remportant les deux dernières étapes, en montagne, au Bettex au-dessus de Saint-Gervais puis à Valfréjus.
Après cette performance, Froome est présenté comme l'un des favoris du Tour de France, avec le vainqueur sortant Vincenzo Nibali, Alberto Contador, deux fois vainqueur de l'épreuve, et Nairo Quintana, deuxième en 2013. Dès la première semaine, l'équipe Sky et Froome font forte impression, si bien que Froome est maillot jaune avant d'attaquer les Pyrénées, avec environ deux minutes d'avance sur le deuxième, Tejay van Garderen. Lors de la première étape des Pyrénées, Froome gagne à La Pierre Saint-Martin avec une avance telle que sa performance éveille des soupçons de dopage discutés durant le reste de l'épreuve. Ainsi, une partie du public lui lance des insultes, des crachats ou de l'urine, des gestes déplacés (des bras d'honneur) et des calicots évoquant le dopage. Après cette victoire, il gère la course et défend son maillot jaune. Lors de la dernière semaine, il est attaqué par Nairo Quintana et perd 1 minute 40 sur le coureur colombien qui prend la deuxième place, d'abord à La Toussuire puis sur une dernière étape de montagne arrivant à l'Alpe d'Huez pleine de suspense. Froome garde néanmoins le maillot jaune, et à l'occasion de la dernière étape, il célèbre sa victoire avec ses coéquipiers.
Froome participe ensuite au Tour d'Espagne. Alors qu'il figure parmi les protagonistes au classement général, il chute au cours de la onzième étape qui se dispute en montagne. Il reprend la course mais est distancé et perd alors du temps sur ses principaux adversaires. Après l'étape, une fracture d'un os naviculaire lui est diagnostiquée, ce qui entraîne son abandon de la Vuelta.

#### 2016: troisième victoire au Tour de France
Christopher Froome commence sa saison à l'Herald Sun Tour où il finit deuxième de la 1re étape en laissant gagner son coéquipier Peter Kennaugh, et s'impose lors de la 4e et dernière étape, il remporte l'Herald Sun Tour. Il reprend sa saison au Tour de Catalogne qu'il finit à la 8e place sans avoir pu suivre les meilleurs lors des deux étapes de montagne. Après une coupure, il dispute Liège-Bastogne-Liege qu'il finit à une anecdotique 112e place. Il prend part au Tour de Romandie. Lors de la première étape de montagne, il crève au pied de la dernière ascension il finit à plus de 17 minutes. Lors de la 4e étape, il s'impose en attaquant avant la bagarre des favoris. Il prend part au Critérium du Dauphiné qui sera sa dernière course avant le Tour. Troisième du prologue,il remporte la 5e étape devant Porte et Yates et prend le maillot jaune qu'il parvient à conserver. Il prend part au Tour de France en étant le grand favori. Pendant la première semaine, il ne perd rien sur ses rivaux. Il remporte la 8e étape en attaquant au sommet de la dernière difficulté, le col de Peyresourde et en résistant seul à ses adversaires. Lors de la 12e étape, il chute en compagnie de Porte et Mollema, alors qu'ils avaient lâché les autres leaders, à cause d'une moto stoppée par des spectateurs. Froome perd presque deux minutes ainsi que son maillot jaune, mais une décision controversée des commissaires le reclasse dans le même temps que Mollema et Porte. Il remporte la 18e étape devant Tom Dumoulin, un contre-la-montre entre Sallanches et Megève passant par la côte de Domancy et remporte son 3e Tour de France. Il est le premier coureur depuis Indurain à conserver son titre. Il annonce qu'il participera au Tour d'Espagne après les JO. Il finit 12e de la course en ligne remportée par Greg Van Avermaet. Il est aussi 3e du "chrono" des JO derrière Fabian Cancellara et Tom Dumoulin alors qu'il visait l'or. Aligné au départ du Tour d'Espagne il y gagne les première, onzième et dix-neuvième étapes, et finit deuxième au classement général derrière Nairo Quintana. En fin d'année, il est classé 3e du classement World Tour et 2e du Classement mondial UCI.

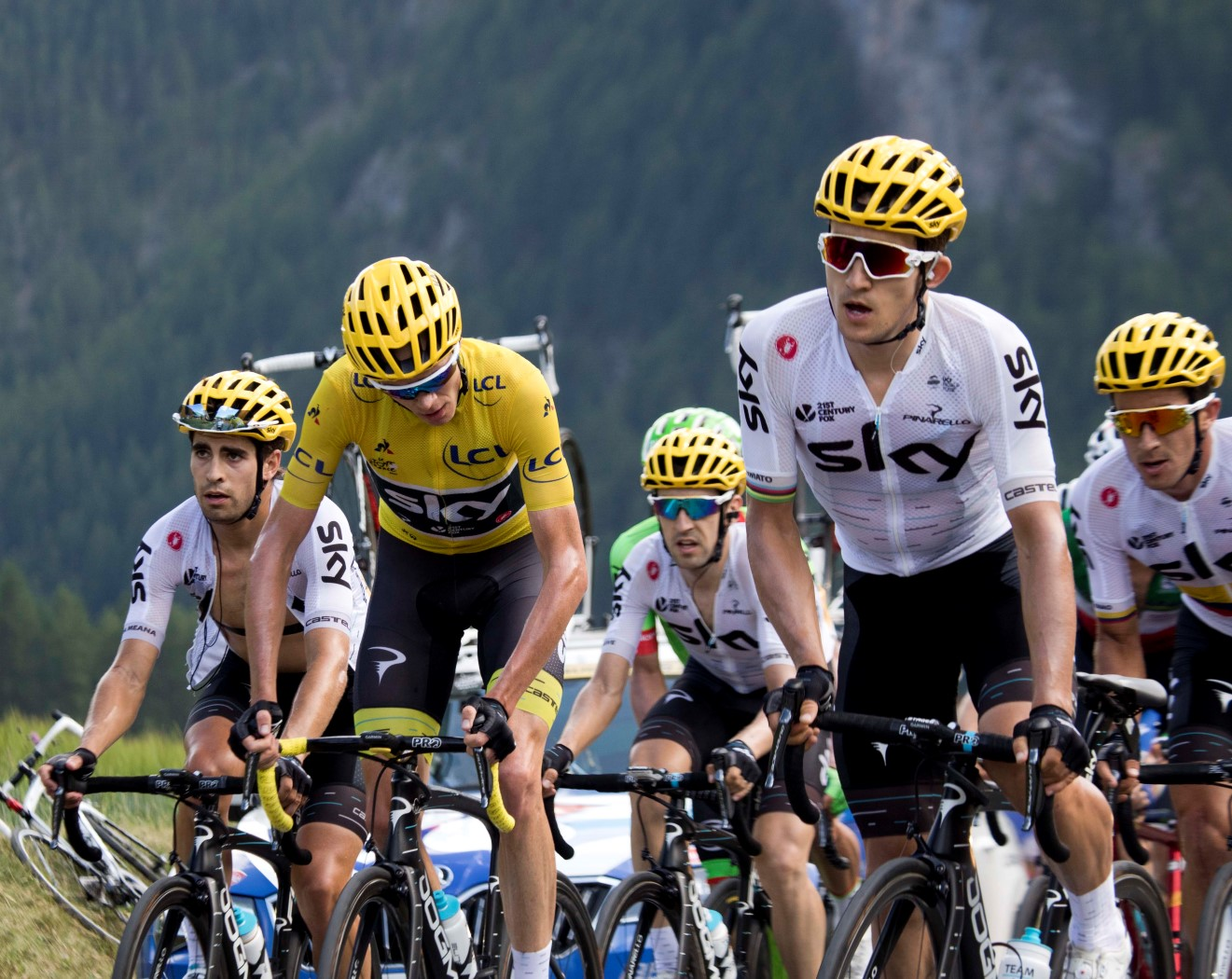
Froome et ses coéquipiers de la Sky lors d'une ascension du Tour 2017.

#### 2017: doublé Tour-Vuelta et contrôle anormal

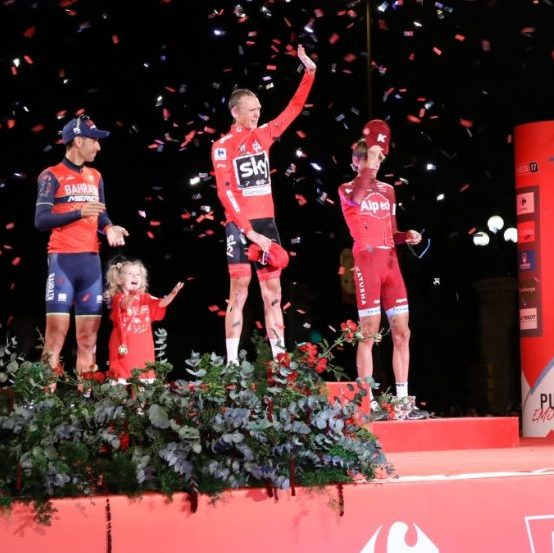
Froome sur le podium de la Vuelta 2017 avec Nibali à gauche (2e) et Zakarin à droite (3e).

Comme en 2016, Chris Froome commence son année sur les routes australiennes pour participer à l'Herald Sun Tour 2017, où il finit sixième. Il continue sa saison au Tour de Catalogne. Lors de la cinquième étape, il se classe second à 13 secondes de Alejandro Valverde. Il part ensuite sur les routes suisses pour le Tour de Romandie, où il n'y fait pas une prestation remarquable. Il dispute ensuite le Critérium du Dauphiné avant le Tour de France. Lors de la quatrième étape, il se positionne huitième à 37 secondes de Richie Porte et apparait ensuite sur le podium de la sixième étape. Malgré des attaques à répétition lors de la huitième étape, il ne remporte pas l'étape et le classement général ne finissant que quatrième à 1 min 33 s.
Chris Froome aborde alors le Tour de France 2017 sans victoire. Il prend le maillot jaune lors de la cinquième étape, il le perd au profit de l'Italien Fabio Aru lors de l'étape de Peyragudes. Après une cassure lors de la quatorzième étape, il reprend la tête du classement général. Tout en gérant physiquement et tactiquement lors des étapes de montagne, Froome conserve sa première position. Il s'assure la victoire finale lors du contre-la-montre de Marseille en mettant ses candidats directs, Rigoberto Urán et Romain Bardet, à plus d'une minute. Chris Froome remporte le Tour de France pour la quatrième fois depuis 2013. Le lendemain de sa victoire il annonce qu'il tentera de faire le doublé Tour de France-Tour d'Espagne en août.
Une nouvelle fois très impressionnant, Froome prend le maillot rouge dès la 3e étape du Tour d'Espagne dont il remporte par la suite la 9e étape, la veille de la première journée de repos. Une chute lors des jours suivants lui fait perdre du temps sur le peloton et il sauve son maillot rouge grâce au travail de son équipe pour rentrer. Quelques jours plus tard, il remporte la 16e etape, le contre la montre, avec 29 secondes d'avance sur Wilco Kelderman et 57 secondes sur son opposant direct au classement général Vincenzo Nibali. Mais lors de l'étape suivante, il est attaqué par ses adversaires Alberto Contador et Vincenzo Nibali lors d'une arrivée très difficile à l'Alto de los Muchacos et il perd ainsi en partie le bénéfice de ce contre-la-montre. Mais il parvient à nouveau à reprendre du temps à Nibali lors de l'arrivée en côte suivante et également au sommet de l'Angliru, la veille de l'arrivée, où il termine troisième dans la roue de son équipier Wout Poels. Le lendemain dans les rues de Madrid, Froome remporte ce Tour d'Espagne, tout en s'assurant la victoire aux classements par points et combiné. Il réalise ainsi le premier doublé Tour-Vuelta depuis Bernard Hinault en 1978 et le premier coureur à le réaliser depuis que la Vuelta se déroule en août et septembre. Il participe ensuite aux championnats du monde sur route à Bergen, environ une semaine après sa victoire sur la Vuelta. Il remporte deux médailles de bronze : une dans le contre-la-montre par équipes avec le Team Sky, l'autre dans le contre-la-montre individuel. Le 17 octobre 2017, il obtient son troisième Vélo d'or en tant que meilleur coureur de la saison 2017.
Le 13 décembre 2017, les quotidiens Le Monde et The Guardian révèlent que Christopher Froome a fait l'objet d'un contrôle antidopage « anormal » à l’issue de la 18e étape du Tour d'Espagne, le 7 septembre. Une concentration de salbutamol de 2000 ng/l a été détectée lors du contrôle, alors que la limite autorisée est de 1000 ng/l. Au-delà de 1000 ng/l, la substance est considérée par le Code mondial antidopage comme n'étant plus utilisée dans un but thérapeutique. L'échantillon B a confirmé le contrôle positif,. Le coureur et son équipe ont été informés du résultat anormal du contrôle le 20 septembre 2017. Contactée par les deux médias, l'Union cycliste internationale (UCI) a confirmé l'information, puis a décidé de la rendre publique dans la foulée. Dans un communiqué, Froome déclare : « Mon asthme s'est aggravé sur la Vuelta et j'ai suivi les conseils du médecin de l'équipe pour augmenter mon dosage de salbutamol. Comme toujours, j'ai pris soin de ne pas dépasser la dose permise ».

#### 2018: victoire sur le Tour d'Italie, son troisième grand tour consécutif
Le 29 novembre 2017, Froome annonce son intention de participer au Tour d'Italie 2018 pour tenter de réaliser le doublé Giro-Tour. Contrôlé positif au salbutamol lors de la Vuelta 2017, son cas n'est pas encore résolu, mais ne l'empêche pas de courir. Cependant, de nombreux suiveurs, coureurs et le président de l'UCI, lui ont suggéré de ne pas participer à des courses avant que son cas ne soit résolu. Une victoire sur le Giro 2018 ferait de lui le septième coureur à remporter les trois Grands Tours, et le troisième à détenir simultanément les trois titres sur les grands tours. Se considérant innocent et libre de courir, Froome participe sans succès au Tour d'Andalousie, à Tirreno-Adriatico et au Tour des Alpes, se montrant en difficulté dès que la route s'élève.

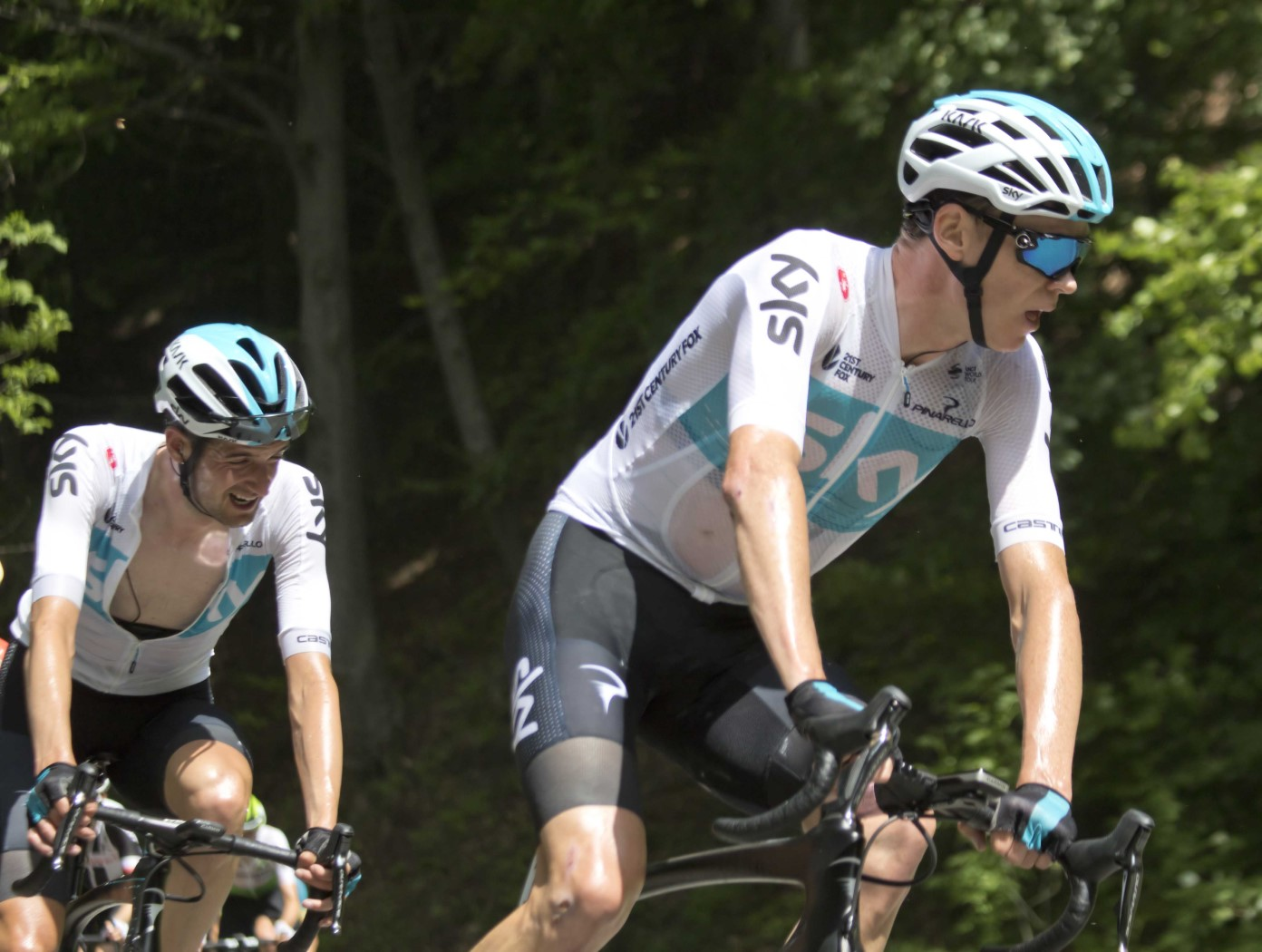
Froome peu avant son attaque lors de la mythique étape entre Venaria Reale et Bardonnèche.

Il dispute le Tour d'Italie en étant l'un des favoris pour remporter la victoire finale. Cependant, il est au départ en étant sous le coup d'une suspension et avec le risque de voir tous ses résultats annulés. Son début de Giro est mitigé, avec notamment une chute lors de la reconnaissance du prologue et du temps perdu en montagne,. À l'arrivée du premier sommet, à l'Etna, Froome est huitième au classement général, une minute et 10 secondes derrière le leader de la course Simon Yates. Il continue à perdre du temps sur les autres favoris et à l'arrivée dans la station au-dessus de Campo Imperatore lors de la neuvième étape, il cède plus d'une minute à Yates et se retrouve à la 11e place du classement général. Hors du coup par rapport aux meilleurs, il est alors proche d'abandonner la course. Mais il retrouve son coup de pédale en s'adjugeant une victoire d'étape de prestige dans l'une des étapes les plus redoutées au sommet du Monte Zoncolan. Cependant, lors de la montée finale de l'étape suivante à Sappada, il craque à nouveau, cédant plus d'une minute aux autres principaux prétendants au classement général. Il est alors cinquième à 4 minutes 52 secondes de Yates, le leader, et à plus de deux minutes de Tom Dumoulin, Domenico Pozzovivo et Thibaut Pinot. Les performances de Froome commencent à changer à l'arrivée de la troisième semaine, avec une cinquième place sur le contre-la-montre de 34 kilomètres, le rapprochant à quatre minutes de Yates. Lors de la 18e étape, Yates montre ses premiers signes de faiblesse et perd 28 secondes par rapport à tous ses autres rivaux de classement général.
La 19e étape de la course est considérée comme l'« étape reine », avec trois ascensions concentrées dans la seconde moitié de la course, avec dans l'ordre le célèbre Colle delle Finestre, suivie de l'ascension de Sestrières et de la dernière montée de Bardonnèche. Avec Yates en difficulté sur les pentes inférieures du Finestre, Froome lance une attaque en solitaire à 80 kilomètres de l'arrivée. Après avoir lâché ses autres adversaires, il effectue 80 km d'échappée solitaire et remporte l'étape au Monte Jafferau, avec près de trois minutes d'avance sur ses poursuivants. Cela lui permet de prendre la tête du classement général, avec 40 secondes d'avance sur le tenant du titre Tom Dumoulin. Les coureurs et les journalistes se montrent étonnés par l'exploit réalisé par le nouveau maillot rose. Certains le comparent aux exploits dans un autre temps, comme Fausto Coppi à Pignerol en 1949 ou Claudio Chiappucci à Sestrières en 1992, ainsi qu'à d'autres performances plus récentes, réalisées par des coureurs suspendus pour dopage, comme Marco Pantani sur le Galibier en 1998 et l'attaque à longue distance de Floyd Landis à Morzine. Froome conserve la tête du général jusqu'à Rome et rejoint ainsi le cercle des vainqueurs des trois grands tours dans une carrière (Jacques Anquetil, Felice Gimondi, Eddy Merckx, Bernard Hinault, Alberto Contador, Vincenzo Nibali). Il est ainsi le premier coureur depuis 1983 à détenir simultanément les victoires sur les trois grands tours.
Le 1er juillet 2018, Amaury Sport Organisation, organisateur du Tour de France, adresse un courrier à Froome qui lui signifie sa mise à l'écart de l'édition 2018. Cette décision est due au contrôle anormal au salbutamol du Britannique au Tour d'Espagne 2017. La Sky fait appel auprès de la Chambre arbitrale du Comité national olympique du sport français et déclare : « Nous sommes confiants sur le fait que Chris sera au départ du Tour car nous savons qu'il n'a rien fait de mal ». Le lendemain, l'UCI blanchit Froome à la suite des soupçons liés à son contrôle antidopage anormal, le communiqué ne donnant aucune explication sur les fondements scientifiques afin de justifier ce classement sans suite de l'affaire. Il est ainsi autorisé à prendre le départ du Tour de France cinq jours plus tard. Froome se déclare « soulagé et reconnaissant » de la décision, alors que celle-ci est mal accueillie par une partie des suiveurs et du public, Bernard Hinault ayant même appelé les coureurs à la grève,,. Selon Le Monde, trois éléments expliquent le blanchiment de Froome : la découverte que la concentration de salbutamol dans l’urine correspondait rarement à sa prise de salbutamol après l’étape, l'absence de « scénario de dopage », et le témoignage du chercheur australien Kenneth Fitch, un des scientifiques ayant déterminé le plafond du taux de salbutamol, qui a reconnu que ce dernier n'était pas valable et qu'il avait commis des erreurs,.
Autorisé à prendre le départ du Tour de France, il chute dès la première étape en Vendée et arrive dans un groupe à 51 secondes du vainqueur Fernando Gaviria. Dans les Alpes, il prend la deuxième place au classement général à l'issue de la 11e étape, derrière le nouveau maillot jaune, son équipier Geraint Thomas. Dès lors se pose la question du leader au sein de l'équipe Sky. Elle est tranchée dans les Pyrénées lors de la 17e étape, lorsque Froome ne peut suivre Thomas et termine avec 48 secondes de retard sur son équipier au col du Portet, en reculant à la troisième place au classement général. Il rétrograde à la quatrième place lors de la 19e étape, mais récupère la troisième place lors du contre-la-montre d'Espelette où il arrive deuxième, à une seconde seulement de Tom Dumoulin, le champion du monde de la discipline. Il termine ce Tour à la troisième place sur le podium, derrière Geraint Thomas et Tom Dumoulin, sans avoir gagné une seule étape ni endossé le maillot jaune. Début septembre, il met un terme à sa saison à l'issue du Tour de Grande-Bretagne. Il ne défend donc pas son titre sur le Tour d'Espagne après avoir participé à quatre grands tours consécutifs et ne prend pas part aux mondiaux favorables aux grimpeurs, en raison d'une fatigue à la fois physique et mentale.

#### 2019: Grave chute au Dauphiné et absence au Tour de France
Le 1er janvier 2019, il annonce qu'il ne défendra pas son titre au Tour d'Italie, se concentrant plutôt sur le Tour de France dans le but de remporter la course pour la cinquième fois. Il commence sa saison avec une 91e place sur le Tour Colombia en février. Un mois plus tard, il chute lors de la deuxième étape du Tour de Catalogne et perd plus de quatorze minutes. Il termine à la 94e place du classement général. En avril, il prend la 11e place du Tour des Alpes, puis participe pour la première fois au Tour de Yorkshire, où les nouvelles couleurs de l'équipe Ineos, le successeur de Sky, sont présentées. Il renonce au Tour de France à la suite d'une chute grave dans le village de Saint-André-d'Apchon lors de la reconnaissance d'une étape du Dauphiné libéré, le 12 juin. Dans une descente lancé à 54 km/h d'après son compteur et alors qu'il a lâché son guidon pour se moucher, une rafale de vent le précipite contre un mur, ce qui lui occasionne une fracture ouverte du fémur, une fracture du coude, une fracture de la hanche, une fracture d'une vertèbre, une fracture du sternum, plusieurs côtes cassées, une hémorragie lui fera perdre 2 litres de sang, et une perte de connaissance dont il déclare plus tard : « Il y a une fenêtre de cinq minutes où je ne me souviens de rien […] Je suppose que le fait de ne me souvenir de rien fera que cette chute ne me hantera pas, dans un sens. »,.
Le 18 juillet, le vainqueur initial du Tour d'Espagne 2011, Juan José Cobo est officiellement déclassé de la compétition. Christopher Froome est donc officiellement le nouveau vainqueur de l’épreuve. Il est aussi, a posteriori et devançant Bradley Wiggins, le premier Britannique victorieux d'un Grand Tour, tout en en comptant sept à son palmarès,.

#### 2020: dernière saison chez Ineos
Le 9 juillet 2020, l'équipe Ineos annonce qu'elle ne renouvellera pas son contrat qui se termine fin 2020. Le même jour, il révèle avoir signé un contrat à partir de la saison 2021 avec Israel Start-Up Nation. Il n'est pas retenu par Ineos pour participer au Tour de France, comme son coéquipier Geraint Thomas. Il participe pour sa toute dernière course avec Ineos à la Vuelta 2020, au cours de laquelle il reçoit son trophée de l'édition 2011. Il termine à la 98e place, à 3 heures 32 minutes du vainqueur Primož Roglič .

### À partir de 2021: Israel Start-Up Nation
Comme annoncé dans son contrat révélé le 9 juillet 2020, Chris Froome rejoint la récente formation World Tour Israel Start-Up Nation début 2021. Par ailleurs, il crée sa chaîne YouTube dans les jours qui suivent. Le 21 février, il prend place à l'UAE Tour, sa première course World Tour de l'année. Terminant à la 47e place, 22 minutes derrière le vainqueur Tadej Pogačar. Il prend ensuite place au Tour des Alpes, où, lors de la 4e étape, il participe à l'échappée, pour la première fois depuis plus de deux ans. Sur le Tour de France, il chute lors de la première étape dans le Finistère mais termine la course à Paris, à la 133e place. Sa volonté de revenir malgré de tels résultats le rend populaire sur les routes du Tour. Entre août et octobre, il prend part à plusieurs courses par étapes, avec comme meilleur résultat une 23e place au général du Tour de Slovaquie. Il termine sa saison par trois abandons sur des classiques italiennes.
Sa reprise pour la saison 2022 est retardée en raison de douleurs au genou droit, liées à un tendon touché. Il met son premier dossard de l'année à la fin du mois de mars, à l'occasion de la Semaine Internationale Coppi et Bartali, puis participe au Tour des Alpes, qu'il ne termine pas (hors-délai lors de la dernière étape). Il s'aligne ensuite sur le Tour de Romandie. Fin mai, le Britannique prend part à la Mercan'Tour Classic, qui se termine par l'enchainement des ascensions de la Colmiane, du col de la Couillole et du col de Valberg, et se classe à une encourageante onzième place, à environ 4 minutes du vainqueur, son coéquipier Jakob Fuglsang. Cette performance est de loin son meilleur résultat depuis sa très grave chute lors du Dauphiné 2019.
Deux semaines avant le Tour de France 2022, son équipe Israel-Premier Tech annonce sa dixième sélection sur la Grande Boucle. Le 14 juillet 2022, lors de la douzième étape, Briançon-Alpe d'Huez, comprenant trois ascensions de hors-catégorie, il s'échappe du peloton peu avant le col du Galibier, et intègre une échappée de 9 coureurs. Sur les pentes de l'Alpe d'Huez, il est lâché par son compatriote Tom Pidcock et termine à la troisième place, son premier podium depuis le Tour de France 2018, ce qu'il considère « presque comme une victoire ». Alors qu'il est vingt-sixième au classement général, il est testé positif au SARS-CoV-2 avant le départ de la dix-huitième étape et est non-partant.
En mars 2024, Froome chute durant la deuxième étape de Tirreno-Adriatico. Ayant terminé cette étape et disputé les deux suivantes, il ne prend pas le départ de la cinquième étape après que des examens médicaux ont montré qu'il avait subi lors de sa chute une fracture du scaphoïde gauche.
Il annonce que la saison 2025 sera probablement la dernière de sa carrière.

## Autres activités
Il fait partie du collectif des Champions de la Paix, de Peace and Sport, de plus de 100 sportifs de haut niveau engagés personnellement en faveur du mouvement de la paix par le sport.
Depuis septembre 2022, il est investisseur et conseiller pour la marque Supersapiens qui développe et commercialise des bio-capteurs de glucose permettant de suivre la glycémie en direct lors de la pratique sportive.

## Morphologie, performances et capacités physiques
Christopher Froome mesure 1,86 m. Il a progressivement perdu du poids à partir de son arrivée en Europe en 2007. De 75 kg à cette époque, il passe à 71 kg en 2012, puis 67,5 kg en 2015. Il est décrit ayant une « silhouette très haute », « osseuse », « filiforme », « squelettique ».
Michel Thèze, entraîneur de Christopher Froome lors de son passage au Centre mondial du cyclisme où il a d'abord hésité à l'accepter, a finalement été convaincu par ses capacités physiques : « ses tests physiologiques, réalisés au Centre, montraient qu'il avait une des plus grosses VO2max, la plus grosse puissance ». Michel Thèze estime alors que le « principal handicap » de Christopher Froome est sa « mentalité de gentleman », mais se rassure en voyant « sa hargne sur le vélo ». De son côté, Antoine Vayer estime que Christopher Froome, s'il présente certes des « qualités », était un coureur banal avant de se révéler lors du Tour d'Espagne 2011, alors qu'un coureur comme Alberto Contador s'est révélé plus progressivement. Christopher Froome met en avant sa perte de deux kg avant le Tour d'Espagne 2011 (passage de 69 à 67 kg) pour expliquer son gain de performance. En s'appuyant sur les résultats présentés par Christopher Froome en 2007 (420 watts de puissance et une VO2 de 80,2 ml/min/kg), le physiologiste Chris Swart estime également que « le moteur [de Christopher Froome] était déjà présent, il a juste perdu de la graisse ».
Frédéric Portoleau, « calcule depuis les années 1990 les puissances développées par les coureurs du Tour de France ». Selon lui, Christopher Froome a réalisé lors du Tour de France 2012 les meilleures performances en montagne, similaires à celles réalisées lors du Tour d'Espagne 2011. D'après ses calculs, Froome, Bradley Wiggins et Vincenzo Nibali ont développé dans les derniers cols des étapes de haute montagne de ce Tour une puissance de 415 watts en moyenne. Ce chiffre est supérieur aux 410 watts moyens dans les cols de fin d’étape qu'Antoine Vayer considère comme le seuil du dopage « avéré » alors qu'il le juge « miraculeux » au-delà de 430 et « mutant » au-delà de 450,,. Pour l'entraîneur Aldo Sassi, « un effort prolongé à 6,2 W/kg (watt/kilogramme) en fin d’étape pouvait constituer un signe de dopage. Bradley Wiggins est en dessous, avec un record – pour un col long en fin d’étape – à 6,05 W/kg dans Peyresourde. Frédéric Grappe, maître de conférences à l’université de Besançon et entraîneur de l’équipe cycliste FDJ, situe la limite physiologique à 5,5 W/kg pour une ascension longue de 45 minutes, et autour de 5,8 W/kg pour des efforts d’une demi-heure. Selon les calculs de Frédéric Portoleau, les dix premiers du classement général ont, à un moment ou l’autre de ce Tour, dépassé ces puissances en fin d’étape ».
Lors du Tour de France 2013, l’ombre du dopage réapparaît : dans la montée vers Ax 3 Domaines lors de la première étape de montagne, Froome développe selon Antoine Vayer une « puissance quasi mutante » de 446 watts proche des 449 watts de Lance Armstrong et Jan Ullrich réalisés en 2003.
En décembre 2015, conformément à l'engagement formulé par Christopher Froome, le magazine Esquire publie les résultats de ses tests physiologiques réalisés en août, après sa deuxième victoire sur le Tour de France. La Vo2 max se situe à 84,6 ml/min/kg mais elle est ramenée à 88,2 car lors du test, Christopher Froome pesait 3 kg de plus qu'en juillet (69,9 kg contre 67). D'après L'Équipe, « ce chiffre ne constitue pas une preuve de dopage, mais il se situe dans la moyenne haute ». Concernant la puissance, Christopher Froome a pu atteindre un pic de 525 watts en laboratoire ; il est capable de maintenir 419 watts sur une durée de 20-40 minutes, soit 6,25 W/kg, ce qui, d'après le physiologiste Chris Swart, « correspond à 79,8 % de sa puissance maximale. C’est un pourcentage raisonnable ».
L’interprétation des données de puissance est cependant complexe car elle devrait prendre en compte de nombreux facteurs et les analyses de Portoleau et Vayer sont contestées. Frédéric Grappe, entraîneur dans le cyclisme et docteur en Science spécialisé dans la physiologie de l’entraînement sportif, a mis au point pour la FDJ le PPR (« profil de puissance record ») et trouve pour Froome que « ses données de puissance des deux dernières années sont cohérentes avec le profil qu’il présente ». De plus, selon le Dr Ross Tucker, spécialiste en performance sportive, les modèles de calcul de puissances (CPL, DrF, BCR, rst, etc.) ont des résultats différents selon leurs méthodes de calcul des variables environnementales (température, humidité, direction et vitesse du vent), variables de courses (profil et durée de l'étape, placement de l'étape dans le tour, etc.) ou les performances du coureur (rendement énergétique qui varie de 21 à 27 %, pourcentage d’exploitation de la VO2max, etc.).
En septembre 2017, Christopher Froome a subi un contrôle antidopage jugé anormal, révélant une forte concentration en salbutamol (un médicament qui soigne l’asthme mais peut aussi améliorer les performances) à l’issue de la 18e étape du Tour d'Espagne 2017. Le 2 juillet 2018, l'Union cycliste internationale annonce qu'elle classe l'affaire sans suite et qu'elle ne suspendra pas le coureur. La fédération admet qu'elle ne peut pas prouver une violation des règles antidopage par le coureur, une décision qui est très mal acceptée par une partie du public et des suiveurs. Le blanchiment de Christopher Froome par l'UCI fait suite aux conclusions de l'AMA qui reconnait que des doutes scientifiques persistent et que la concentration élevée en salbutamol n'est pas nécessairement la conséquence d'une volonté de tricherie.

### Particularités
Christopher Froome fait partie, avec Nairo Quintana, des coureurs cyclistes qui recourent à des écarteurs de narines, pour augmenter la ventilation et les aider à mieux respirer par le nez,. Il utilise également un grand plateau ovoïde pour maximiser l'énergie au pédalage.

## Palmarès, résultats et distinctions

### Palmarès
| - 2005 - 2e étape du Tour de Maurice - 2006 - Tour de Maurice : - Classement général - 2e et 3e (contre-la montre) étapes - 2007 - Mi-août bretonne - 5e étape du Tour des régions italiennes - 6e étape du Tour du Japon - Médaillé d'argent du championnat du monde du contre-la-montre "B" - Médaillé de bronze de la course en ligne des Jeux africains - 2008 - 2e du Tour du Cap - 3e du Tour des Apennins - 2009 - Tour du Cap II - 2010 - 2e du championnat de Grande-Bretagne du contre-la-montre - 2011 - Tour d'Espagne : - Classement général - Classement du combiné - 17e étape - 3e du Tour de Pékin - 2012 - 7e étape du Tour de France - 2e du Tour de France - Médaillé de bronze du contre-la-montre aux Jeux olympiques - 4e du Critérium du Dauphiné - 4e du Tour d'Espagne - 2013 - Tour d'Oman : - Classement général - 5e étape - 4e étape de Tirreno-Adriatico - Critérium international : - Classement général - 3e étape - Tour de Romandie : - Classement général - Prologue - Critérium du Dauphiné : - Classement général - 5e étape - Tour de France : - Classement général - 8e, 15e et 17e (contre-la-montre) étapes - 2e de Tirreno-Adriatico - Médaillé de bronze au championnat du monde du contre-la-montre par équipes - 2014 - Tour d'Oman : - Classement général - 5e étape - Tour de Romandie : - Classement général - 5e étape (contre-la-montre) - 1re (contre-la-montre) et 2e étapes du Critérium du Dauphiné - Prix de la combativité du Tour d'Espagne - 2e du Tour d'Espagne - 6e du Tour de Catalogne | - 2015 - Tour d'Andalousie : - Classement général - 4e étape - 1re étape du Tour de Romandie (contre-la-montre par équipes) - Critérium du Dauphiné : - Classement général - 7e et 8e étapes - Tour de France : - Classement général - Classement de la montagne - 10e étape - 3e du Tour de Romandie - 2016 - Herald Sun Tour : - Classement général - 4e étape - 4e étape du Tour de Romandie - Critérium du Dauphiné : - Classement général - 5e étape - Tour de France : - Classement général - 8e et 18e (contre la montre) étapes - 1re (contre-la-montre par équipes), 11e et 19e (contre-la-montre) étapes du Tour d'Espagne - 2e du Tour d'Espagne - Médaillé de bronze du contre-la-montre des Jeux olympiques - 8e du Tour de Catalogne - 2017 - Classement général du Tour de France - Tour d'Espagne : - Classement général - Classement du combiné - Classement par points - 9e et 16e (contre la montre) étapes - Médaillé de bronze du championnat du monde du contre-la-montre - Médaillé de bronze du championnat du monde du contre-la-montre par équipes - 4e du Critérium du Dauphiné - 2018 - Tour d'Italie : - Classement général - Classement de la montagne - 14e et 19e étapes - 3e du Tour de France |

### Résultats sur les grands tours

#### Tour de France
Christopher Froome a disputé dix Tours de France. Il en a remporté quatre entre 2013 et 2017 et est également monté sur le podium en 2012 (2e) et 2018 (3e), deux éditions remportées par ses coéquipiers, respectivement Bradley Wiggins et Geraint Thomas. Il a gagné le classement du meilleur grimpeur en 2015 ainsi que sept étapes.
- 2008 : 84e
- 2012 : 2e, vainqueur de la 7e étape
- 2013 :  vainqueur du classement général, vainqueur des 8e, 15e et 17e (contre-la-montre) étapes,  maillot jaune pendant 14 jours
- 2014 : abandon (5e étape)
- 2015 :   vainqueur du classement général,  vainqueur du classement du meilleur grimpeur, vainqueur de la 10e étape,  maillot jaune pendant 16 jours
- 2016 :  vainqueur du classement général, vainqueur des 8e et 18e (contre-la-montre) étapes,  maillot jaune pendant 14 jours
- 2017 :  vainqueur du classement général,  maillot jaune pendant 15 jours
- 2018 : 3e
- 2021 : 133e
- 2022 : non-partant (18e étape)

#### Tour d'Italie
Christopher Froome a disputé trois Tours d'Italie. Il s'y est imposé en 2018, remportant également à cette occasion le classement du meilleur grimpeur et deux étapes.
- 2009 : 36e
- 2010 : disqualifié (19e étape)
- 2018 :  vainqueur du classement général,  vainqueur du classement du meilleur grimpeur, vainqueur des 14e et 19e étapes,  maillot rose pendant 3 jours

#### Tour d'Espagne
En huit participations au Tour d'Espagne, Christopher Froome est monté quatre fois sur le podium, dont deux victoires. Il a terminé deuxième en 2014 et 2016 puis a gagné en 2011 et  2017. Il a également remporté cette année-là les classements par points et du combiné. Il a gagné cinq étapes ainsi qu'un contre-la-montre par équipes avec Sky en 2016.
- 2011:   vainqueur du classement général,  vainqueur du classement du combiné, vainqueur de la 17e étape,  maillot rouge pendant 8 jours
- 2012 : 4e
- 2014 : 2e, Prix de la combativité
- 2015 : non partant (12e étape)
- 2016 : 2e, vainqueur des 1re (contre-la-montre par équipes), 11e et 19e (contre-la-montre) étapes
- 2017 :  vainqueur du classement général,  vainqueur du classement par points,  vainqueur du classement du combiné, vainqueur des 9e et 16e (contre la montre) étapes,  maillot rouge pendant 19 jours
- 2020 : 98e
- 2022 : 114e

### Classements mondiaux
| Année                                 | 2007 | 2008 | 2009 | 2010 | 2011 | 2012 | 2013 | 2014 | 2015 | 2016 | 2017 | 2018 | 2019  | 2020 | 2021  | 2022  | 2023  |
| ------------------------------------- | ---- | ---- | ---- | ---- | ---- | ---- | ---- | ---- | ---- | ---- | ---- | ---- | ----- | ---- | ----- | ----- | ----- |
| UCI World Tour                        |      |      |      |      | 15e  | 7e   | 2e   | 7e   | 6e   | 3e   | 2e   | 9e   |       |      |       |       |       |
| Classement mondial                    |      |      |      |      |      |      |      |      |      | 2e   | 2e   | 15e  | 1195e | nc   | 2339e | 1139e | 2317e |
| UCI Europe Tour                       | 571e | 315e | 533e |      |      |      |      |      |      | nc   | nc   | 337e | 837e  | nc   | 1561e | 807e  | nc    |
| UCI Asia Tour                         | 108e | nc   | nc   |      |      |      |      |      |      | nc   | nc   | nc   |       |      |       |       |       |
| UCI America Tour                      | nc   | nc   | nc   |      |      |      |      |      |      | 10e  | nc   | nc   |       |      |       |       |       |
| UCI Oceania Tour                      | nc   | nc   | 13e  |      |      |      |      |      |      | 8e   | 22e  | nc   |       |      |       |       |       |
| UCI Africa Tour                       | 122e | 38e  | 23e  |      |      |      |      |      |      | nc   | nc   | nc   |       |      |       |       |       |
|                                       |      |      |      |      |      |      |      |      |      |      |      |      |       |      |       |       |       |
| Légende : nc = non classéSource : UCI |      |      |      |      |      |      |      |      |      |      |      |      |       |      |       |       |       |

### Distinctions
- Vélo d'or en 2013, 2015 et 2017
- Mendrisio d'or en 2013
- Trophée Flandrien international en 2013 et 2017

## Publications
- Chris Froome et David Walsh (trad. Idriss Chaplain), The Climb [« Mon ascension »], Solar, 9 juin 2016, 432 p., 14,1 x 4 x 22,6 cm (ISBN 2263073159, EAN 978-2263073151)